# Lansing (Nueva York)
Lansing es un pueblo ubicado en el condado de Tompkins en el estado estadounidense de Nueva York. En el año 2000 tenía una población de 10,521 habitantes y una densidad poblacional de 67 personas por km².

## Geografía
Lansing se encuentra ubicado en las coordenadas 42°33′57.6″N 76°31′55.2″O / 42.566000, -76.532000.

## Demografía
Según la Oficina del Censo en 2000 los ingresos medios por hogar en la localidad eran de $48,250, y los ingresos medios por familia eran $59,758. Los hombres tenían unos ingresos medios de $38,146 frente a los $31,250 para las mujeres. La renta per cápita para la localidad era de $25,634. Alrededor del 6.7% de la población estaban por debajo del umbral de pobreza.